# Therese Lundqvist
Maria-Therese Christina Lundqvist, född 23 augusti 1990 i Uppsala, är en svensk skeetskytt. 
Lundqvist debuterade i landslaget 2006 med en sjätte plats i JEM. Hon vann guld i världscupen för juniorer 2008. 2009 vann hon VM-guld för juniorer i Maribor, Slovenien. Hon tangerade då slovenskan Danka Bartekovás världsrekord för seniorer med 74 träffar av 75 skott, och förbättrade juniorvärldsrekordet med två duvor. 2009 vann hon också JEM-guld där hon i finalen presterade 24 träffar av 25 skott efter att hon varit femma inför finalen. Det har blivit SM-silver både 2007 och 2008. Hon deltog i de olympiska sommarspelen 2012 i London och slutade där på sjunde plats.
Lundqvist är medlem i Uppsala JSK och tränas av sin far Gert-Ove Lundqvist och av K-G Peterson.

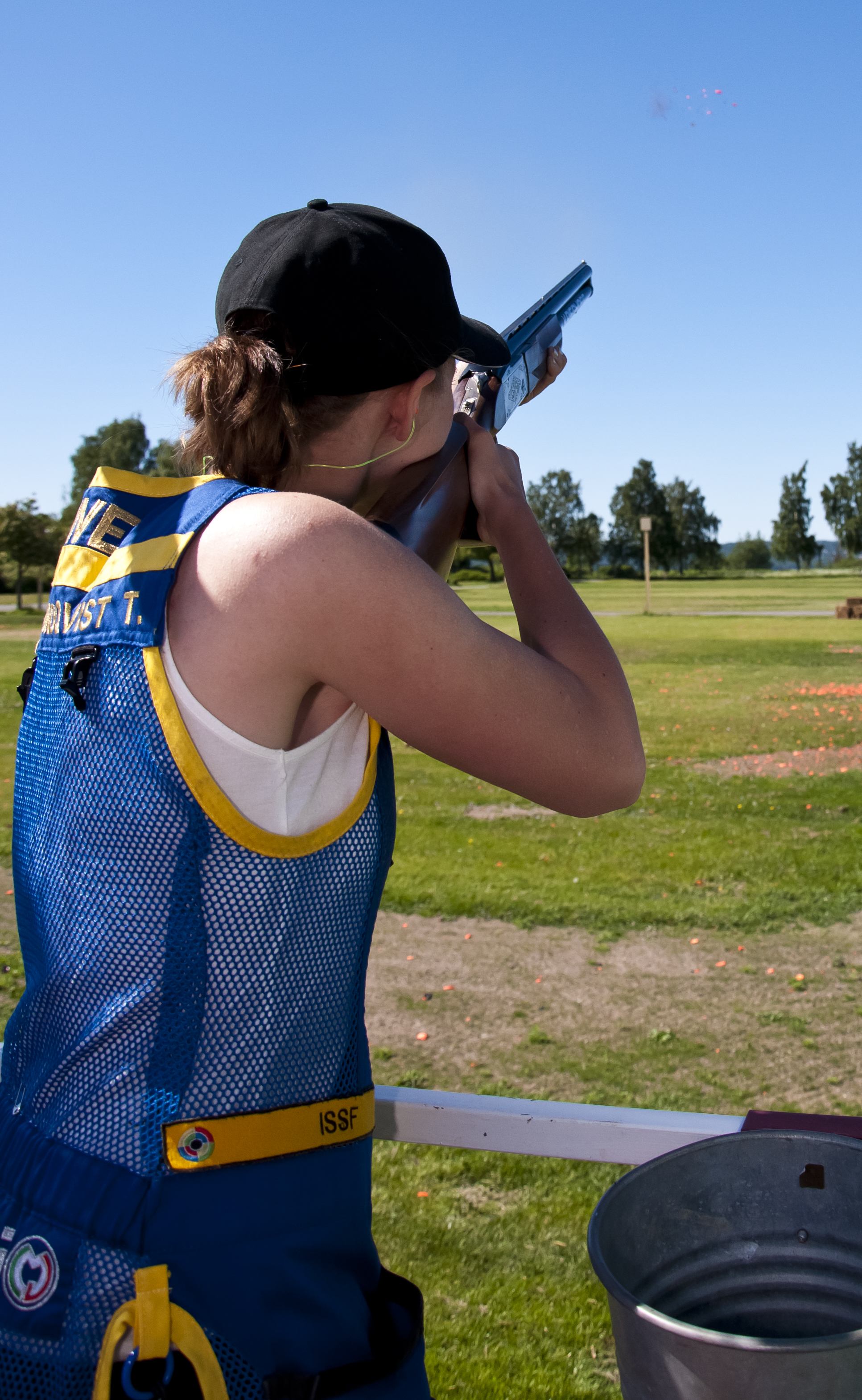
Therese vid skjutbanan under sommar-OS 2012